# Берлингем, Гертруда Симмонс
Гертруда Симмонс Берлингем (англ. Gertrude Simmons Burlingham; 1872—1952) — американский миколог. Известна своим вкладом в систематику сыроежковых грибов Северной Америки.

## Биография
Гертруда Берлингем родилась 21 апреля 1852 года в городе Мексико штата Нью-Йорк. В 1898 году получила степень магистра наук в Сиракузском университете. Несколько лет преподавала в Средней школе Восточного района Бруклина. Затем работала в Нью-Йоркском ботаническом саду. В 1908 году получила степень доктора философии в Колумбийском университете. В 1934 году ушла на пенсию и переехала в город Уинтер-Парк во Флориде. Берлингем скончалась 11 января 1952 года в своём доме в Уинтер-Парке.
Гербарий Гертруды Берлингем, состоящий из свыше 10 000 образцов грибов, хранится в Нью-Йоркском ботаническом саду.

## Некоторые публикации
- Burlingham, G.S. Some Lactarii from Windham County, Vermont (неопр.) // Bull. Torrey Club. — 1907. — Т. 34. — С. 85—95.
- Burlingham, G.S. Suggestions for the study of Lactariae (неопр.) // Torreya. — 1907. — Т. 7. — С. 118—123.
- Burlingham, G.S. A study of the influence of magnesium sulphate on the growth of seedlings (англ.) // Jour. Am. Chem. Soc. : journal. — 1907. — Vol. 29. — P. 1095—1112.
- Burlingham, G.S. A study of the Lactariae of the United States (неопр.) // Mem. Torrey Club. — 1908. — Т. 14. — С. 1—109.
- Burlingham, G.S. The Lactariae of North America—Fascicles I and II (англ.) // Mycologia. — Taylor & Francis, 1910. — Vol. 2. — P. 27—36.
- Burlingham, G.S. The Lactarieae of the Pacific Coast (англ.) // Mycologia : journal. — Taylor & Francis, 1913. — Vol. 5. — P. 305—311.
- Burlingham, G.S. Tribe 2. Lactarieae (неопр.) // N. Am. Flora. — 1915. — Т. 9. — С. 201—236.
- Burlingham, G.S. Methods for satisfactory field work in the genus Russula (англ.) // Mycologia : journal. — Taylor & Francis, 1917. — Vol. 9. — P. 243—247.
- Burlingham, G.S. New species of Russula from Massachusetts (англ.) // Mycologia : journal. — Taylor & Francis, 1918. — Vol. 10. — P. 93—96.
- Burlingham, G.S. A preliminary report on the Russulae of Long Island (англ.) // Mem. Torrey Club : journal. — 1918. — Vol. 17. — P. 301—306.
- Burlingham, G.S. Some new species of Russula (англ.) // Mycologia : journal. — Taylor & Francis, 1921. — Vol. 13. — P. 129—134.
- Burlingham, G.S. Notes on species of Russula (англ.) // Mycologia : journal. — Taylor & Francis, 1924. — Vol. 16. — P. 16—23.
- Burlingham, G.S. Two new species of Lactaria (англ.) // Mycologia : journal. — Taylor & Francis, 1932. — Vol. 24. — P. 460—463.
- Burlingham, G.S. New or noteworthy species of Russula and Lactaria (англ.) // Mycologia : journal. — Taylor & Francis, 1936. — Vol. 28. — P. 263—267.
- Burlingham, G.S. Two new species of Russula together with the spore ornamentation of some of our American russulas (англ.) // Mycologia : journal. — Taylor & Francis, 1939. — Vol. 31. — P. 490—498.
- Burlingham, G.S., Beardslee, H.C. Interesting species of Lactariae from Florida (англ.) // Mycologia : journal. — Taylor & Francis, 1940. — Vol. 32. — P. 575—586.
- Burlingham, G.S. Spore ornamentation of some American Russulae and a new species of Lactaria (англ.) // Mycologia : journal. — Taylor & Francis, 1942. — Vol. 34. — P. 8—12.
- Burlingham, G.S. Studies on North American Russulae (англ.) // Mycologia : journal. — Taylor & Francis, 1944. — Vol. 36. — P. 104—120.
- Burlingham, G.S. Noteworthy species of Lepiota and Lactaria (англ.) // Mycologia : journal. — Taylor & Francis, 1945. — Vol. 37. — P. 53—64.
- Burlingham, G.S. Henry Curtis Beardslee (англ.) // Mycologia : journal. — Taylor & Francis, 1948. — Vol. 40. — P. 505—506.

## Виды грибов, названные в честь Г. С. Берлингем
- Entoloma burlinghamiae Murrill, 1917
- Rhizopogon burlinghamiae A.H.Sm., 1966, "burlinghamii"
- Russula burlinghamiae Singer, 1938, nom. nov.